# Утренний патруль (фильм, 1938)
«Утренний патруль» (англ. The Dawn Patrol) — черно-белая военная драма 1938 года.

## Сюжет
Действие фильма разворачивается во время Первой мировой войны. Майор Брэнд — командир эскадрона британского Королевского летного корпуса, размещенного во Франции. Капитан Кортни и его друг лейтенант Скотт называют своего командира мясником за то, что Брэнд поручает опасные задания неопытным пилотам и тем самым обрекает их на верную смерть.
После того, как немецкий ас фон Рихтер оскорбляет мужчин с борта своего самолета, Кортни и Скотт совершают самовольный вылет и нападают с воздуха на лагерь противника. Их безрассудство приводит в ярость майора Брэнда, но, узнав, что друзьям удалось разбомбить лагерь немцев, он не наказывает их за действия без приказа.
Далее майор получает повышение и покидает эскадрон, а командиром вместо него назначен капитан Кортни. Капитан с трудом справляется с тяжким бременем ответственности, легшим на его плечи, и, чтобы заглушить боль от ежедневных потерь среди состава эскадрона, начинает пить. Вскоре в часть прибывает группа новобранцев, а вместе с ними — Донни, младший брат лейтенанта Скотта. Кортни отправляет его на задание, при выполнении которого Донни погибает.
Скотт обвиняет друга в смерти брата и, потеряв волю к жизни, вызывается добровольцем для смертельно опасного полета на вражескую территорию. Но капитан, решив, что дружба важнее долга, отправляется в небо вместо него и погибает, успев с блеском выполнить миссию и сбить самолет фон Рихтера.

## Интересные факты
- Большая часть аэросъёмки была позаимствована из одноимённого фильма 1930 года, в котором роль лейтенанта Скотта исполнил Дуглас Фэрбенкс.
- Прототипом фон Рихтера, скорее всего, был Манфред фон Рихтгофен, «Красный Барон», легендарный немецкий ас Первой мировой войны.

## В ролях
- Эррол Флинн — капитан Кортни
- Бэзил Рэтбоун — майор Брэнд
- Дэвид Нивен — лейтенант Скотт
- Мелвилл Купер — сержант Воткинс
- Мортон Лоури — Донни Скотт
- Карл Эсмонд — гауптман фон Мюллер